# Английска градина
Английска градина, също английски парк, английски пейзажен стил (на английски: English landscape garden or park; на френски: jardin à l'anglaise; на италиански: giardino all'inglese; на немски: Englischer Landschaftsgarten) е стил в ландшафтното оформление на градини и паркове.
Появява се в Англия в началото на XVIII век и се разпространява като основен стил в парковете на Европа, измествайки приетия дотогава по-официален и симетричен френски стил (на френски: jardin à la française) от XVII век. Английската градина представлява идеализиран поглед към природата. Тя черпи вдъхновение от пейзажите на Клод Лорен и Никола Пусен, както и от класическата китайска градина на Изтока.
Преди XVIII век в ландшафтния дизайн се прилага навсякъде строго геометричен подход. В Англия е възприет вариант на френската геометрична градина, но с акцент върху английската морава и алеите, покрити с чакъл. Докато типичната ориентация на погледа във френския стил е по основната ос с разклонения перпендикулярно на нея, в двете най-влиятелни английски градини – тези на двореца Сейнт Джеймс и в двореца Хамптън Корт – погледът се насочва към ландшафта подобно на слънчеви лъчи с общо начало в полукръг. С възкачването на престола на Уилям и Мери в края на XVII век, холандското влияние води до широкото навлизане на скулптирани растения в градинарството (топиария), предимно тис и чемшир. В същото време хората стават все по-възприемчиви към красотата на природата и интелектуалци и литератори като Александър Поуп и Джоузеф Адисън започват да поставят под въпрос изкуственото оформяне на дървета и растения и призовават към завръщане към свободната им форма.
Първият ландшафтен архитект, разбунтувал се срещу изкуствено симетричния стил е художникът паладианец Уилям Кент (1685 – 1748) създал за граф Бърлингтън крайградското имение Чизик хаус (1734), заобиколено от Чизик парк. Тази градина следва до известна степен формалния геометричен стил, но освен това включва и нещо съвсем ново – криволичещ поток и „криви“ алеи, както и живописна реплика на умален модел на йонийски храм. Според описанието на Хорас Уолпоул, принципът на Кент е, че „природата не обича правите линии“. Започва устремно навлизане на по-свободния стил. Например в Стоу, Бъкингамшър, оригиналната оградена геометрична градина за няколко години е преобразена в изцяло „неправилен“ стил, като дърветата са оставени да заемат естествената си форма, а голямата водна площ е преоформена в две езера с неправилна форма.
Типичната английска градина и парк обикновено включват водна площ (езеро), обширни морави и заоблени хълмчета на фона на естествени горички, изпъстрени с умалени репродукции на класически храмове или забавни руини в готически стил, мостове и други архитектурни елементи, като целта е да се внуши усещане за пасторална идилия. Особено влиятелни са проектите на Ланселот Браун (на английски: Lancelot „Capability“ Brown). Към края на века английският стил се имитира почти навсякъде, чак до Русия, където в този стил е проектиран Павловският парк недалеч от Петербург. Стилът се възпроизвежда и в много от обществените паркове и градини, създадени по света през XIX век. По исторически причини английските паркове се развиват около английското провинциално имение (на английски: English country house).